# 耳成山口神社
耳成山口神社（みみなしやまぐちじんじゃ）は、奈良県橿原市の耳成山（大和三山）にある神社。「山口神社」とあるが山麓ではなく山の八合目程の位置にある。大和国の山口社六社（飛鳥・石村・畝火・忍坂・長谷・耳成）のうちの1社で、皇室の舎殿用材を切り出す山の神として祀られていた。また、同境内には金刀比羅神社・稲荷神社・白龍大神も祀られている。
安産に御利益があるとされる。

## 歴史
創建は定かではないが、古くは『正倉院文書』の正税帳の730年（天平2年）に天皇より稲を給わったことや、『延喜式神名帳』に大社として月次祭・新嘗祭を仰せつかったとの記載がある。また、806年（大同元年）や859年（貞観元年）9月などに、天皇の遣使によって雨乞いの神事が行われたと記録が残っている。
1651年（慶安4年）、山之坊の村民が神木を伐り荒らしたことを切っ掛けに神社を中心にした山の管理や所有争論が起こり、1702年（元禄15年）、「耳無山天神ハ式内之社耳無山口神社」とすることで決着した。その後、山之坊の村民は神霊を山之坊山口神社に遷座している。
この間、建物が焼失するなど荒廃していたが、1748年（寛延元年）8月、耳成村の氏子らが現在に残る本殿と拝殿を再建し、石原田・木原・葛本・新賀・常磐・山之坊地区の氏神として祀られている。

## 祭神
- 高皇産霊神（高御産巣日神、たかみむすびのかみ）
- 大山祗神（おおやまつみのかみ）

## その他

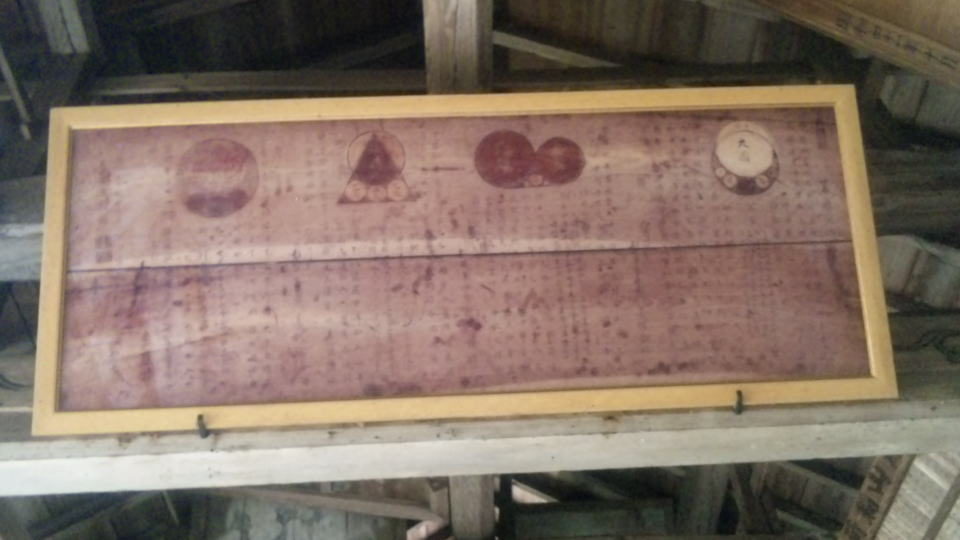
奉納されている算額

- かつて「耳無山」ともされていた名残で参道入り口の鳥居には「耳無山」と書かれている。
- 1854年（安政元年）に奉納された和算の問題と解法が書かれた算額がある。